# Малый Каралык
Малый Каралык — посёлок в Большеглушицком районе Самарской области. Входит в состав сельского поселения Фрунзенское.

## История
В 1973 г. Указом Президиума ВС РСФСР поселок отделения № 1 совхоза имени Фрунзе переименован в Малый Каралык.

## Население
| 2010 |
| ---- |
| 307  |